# Tepecoxtla
Tepecoxtla är en ort i Mexiko.   Den ligger i kommunen Tezonapa och delstaten Veracruz, i den sydöstra delen av landet, 250 km öster om huvudstaden Mexico City. Tepecoxtla ligger 905 meter över havet och antalet invånare är 646.
Terrängen runt Tepecoxtla är varierad. Runt Tepecoxtla är det ganska tätbefolkat, med 100 invånare per kvadratkilometer. Närmaste större samhälle är Córdoba, 20,0 km nordväst om Tepecoxtla. I omgivningarna runt Tepecoxtla växer i huvudsak städsegrön lövskog.